# Impresszum
Az impresszum (lat. impressum a.m. 'ki/benyomtatott') a különféle, nyomtatott vagy internetes sajtótermékek azon része, amely a kiadó, a nyomda, a szerkesztőség, illetve a kiadvány legfontosabb adatait tartalmazza. Feltüntetését, illetve kötelező tartalmát az egyes államok jogszabályai határozzák meg.

## Jogszabályi környezet
2014. január 1-től a honlap impresszumában meg kell adni a tárhelyszolgáltató adatait is!
2001. évi CVIII. törvény 4. § (h) a szolgáltató részére a tárhelyet biztosító, a 2. § l) pont lc) alpontjában meghatározott szolgáltató 
((2. § lc: az igénybe vevő által biztosított információt tárolja (tárhelyszolgáltatás);))
- székhelyét,
- telephelyét,
- az elérhetőségére vonatkozó adatokat,
- különösen az igénybe vevőkkel való kapcsolattartásra szolgáló, rendszeresen használt elektronikus levelezési címét,

kivéve, ha a szolgáltató részére nyújtott tárhelyszolgáltatás jellegéből adódóan ezek az adatok egyébként is megismerhetőek.